# Tovomitopsis faucis
Tovomitopsis faucis là một loài thực vật có hoa thuộc họ Clusiaceae.
Loài này chỉ có ở Panama.